# Конетабъл
Конетабъл (от френски: connétable) е висша длъжност в някои европейски държави през Средновековието.
Наименованието ѝ идва от comes stabuli („комес на конюшните“), подобна длъжност в Римската и Византийската империя, съществувала и в средновековна България под името коместабуларий. Функциите на конетабъла варират в различните страни, но най-често той изпълнява ролята на главнокомандващ и е натоварен с разрешаване на спорове сред рицарството, често със съдебни правомощия. Конетаблите обикновено се назначават от владетеля измежду опитните военачалници в страната.